# Badnogo 1
Pour les articles homonymes, voir Badnogo.
Ne doit pas être confondu avec Badnogo 2 ou Badinogo 1.
Badnogo 1 est une localité du située dans le département de Saaba de la province du Kadiogo dans la région Centre au Burkina Faso. En 2006, cette localité comptait 683 habitants dont 50,5 % de femmes.

## Santé et éducation
Le centre de soins le plus proche de Badnogo 1 est le centre médical de Saaba tandis que l'hôpital d'importance est le centre hospitalo-universitaire (CHU) du pays qui se trouve dans le quartier de Bogodogo à Ouagadougou.